# سیارک ۶۹۸۷
سیارک ۶۹۸۷ (به انگلیسی: 6987 Onioshidashi، نامگذاری:1994WZ) شش هزار و نهصد و هشتاد و هفتمین سیارک کشف شده‌است که در ۲۵ نوامبر ۱۹۹۴ کشف شد.